# Asturcones
La escultura urbana conocida como Asturcones, ubicada en la plaza de la Escandalera, en la ciudad de Oviedo, Principado de Asturias, España, es una de las más de un centenar que adornan las calles de la mencionada ciudad española.
El paisaje urbano de esta ciudad se ve adornado por  obras escultóricas, generalmente monumentos conmemorativos dedicados a personajes de especial relevancia en un primer momento, y más puramente artísticas desde finales del siglo XX.
El grupo escultórico, hecho en bronce (a partir de un modelo de madera), es obra de Manuel Valdés Blasco, y está datado en 2005. La obra es el resultado de un encargo realizado por parte de la entidad financiera Cajastur para conmemorar su 125 aniversario. Se trata de un grupo compuesto por tres asturcones de tamaño natural, situados a ras de tierra, para crear un ambiente de cercanía con los ciudadanos.
Este conjunto escultórico, que presenta forma triangular, es el primero con temática animal del escultor valenciano, al tiempo que es el primero que realizó para Asturias.